# Линенджер, Джерри Майкл
Дже́рри Майкл Ли́ненджер (англ. Jerry Michael Linenger; род. 16 января 1955, Истпойнт, Мичиган, США) — офицер медицинской службы ВМС США, бывший астронавт НАСА.

## Биография

### Образование и научные звания
- В 1973 году окончил среднюю школу (East Detroit High School) в Истпойнте.
- В 1977 году получил степень бакалавра (биологические науки) в Военно-морской академии США (U.S. Naval Academy).
- В 1981 году получил степень доктора медицины в Wayne State University.
- В 1988 году получил степень магистра (системный менеджмент) в Южно-Калифорнийском университете (University of Southern California).
- В 1989 году получил степень магистра (здравоохранение) в университете Северной Каролины.
- В 1989 году получил степень доктора философии по эпидемиологии в том же университете.

### Профессиональная деятельность
После ухода из отряда астронавтов и из армии работает преподавателем в медицинской школе (School of Medicine) при Отделении спортивной медицины (Division of Sports Medicine) в Калифорнийском университете в Сан-Диего.

### Воинская служба
Проходил интернатуру в госпитале ВМС Бальбоа (Balboa Naval Hospital) в Сан-Диего и стажировку по аэрокосмической медицине в Институте авиационной медицины ВМС (Naval Aerospace Medical Institute) в Пенсаколе. 
Служил в качестве полётного хирурга ВМС на базе Куби Пойнт (Cubi Point) на Филиппинах.
Был назначен медицинским советником при Командовании авиации ВМС Тихоокеанского флота в Сан-Диего. 
С 1989 года работал главным исследователем в Медицинском исследовательском центре ВМС (Naval Health Research Center) в Сан-Диего.
Ушёл в отставку в январе 1998 года.
Воинское звание — Капитан ВМС США
Коммандер ВМС США (в 1991 году). 
Кэптен медицинской службы ВМС (в отставке).

### Космическая подготовка
31 марта 1992 году отобран в качестве кандидата в астронавты 14-го набора NASA. Прошёл годичный курс ОКП. По окончании её получил квалификацию специалиста полёта.
Первый полет С 9 по 20 сентября 1994 года в качестве специалиста полёта шаттла Дискавери STS-64.
Продолжительность полёта составила 10 суток 22 часа 50 минут 59 секунд.
Прошёл подготовку в ЦПК им. Гагарина для совершения длительного полёта на станцию «Мир».
Второй полет С 12 января по 24 мая 1997 года. Из них с 15 января - в качестве бортинженера-2 в составе 22-й и 23-й экспедиций на станции «Мир». Прибыл на станцию на шаттле Атлантис STS-81, вернулся на Землю на шаттле Атлантис STS-84.
29 апреля 1997 первым из американских астронавтов выходил в открытый космос в российском скафандре со станции «Мир», продолжительность — 4 часа 58 минут.
Продолжительность полёта составила 132 дня 4 часа 1 минута 13 секунд.
Ушел из отряда астронавтов НАСА в январе 1998 года.

## Личная жизнь

### Семейное положение
Женат на Кэтрин М. Бартманн (Kathryn M. Bartmann), у них четверо детей, (один из них - сын Джон Бартманн, род. 04.11.1995).

### Увлечения
Триатлон, океанские заплывы, марафон, лыжи (горные и по пересечённой местности), подводное плавание, туризм. Радиолюбитель с позывным KC5HBR.

## Награды
- Орден Дружбы (19 сентября 1997 года, Россия) — за большой вклад в развитие российско-американского сотрудничества в области космических исследований[2].